# Minnesota Lynx 2004
La stagione 2004 delle Minnesota Lynx fu la 6ª nella WNBA per la franchigia.
Le Minnesota Lynx arrivarono terze nella Western Conference con un record di 18-16. Nei play-off persero la semifinale di conference con le Seattle Storm (2-0).

## Roster
| N° | Naz.                   | Ruolo | Sportivo            | Anno | Alt. | Peso |
| -- | ---------------------- | ----- | ------------------- | ---- | ---- | ---- |
| 1  | Stati Uniti (bandiera) | G     | Tasha Butts         | 1982 | 180  | 73   |
| 3  | Stati Uniti (bandiera) | A     | Nicole Ohlde        | 1982 | 196  | 79   |
| 4  | Stati Uniti (bandiera) | G     | Teresa Edwards      | 1964 | 180  | 70   |
| 5  | Stati Uniti (bandiera) | A     | Stacey Lovelace     | 1974 | 193  | 77   |
| 12 | Stati Uniti (bandiera) | G     | Helen Darling       | 1978 | 168  | 74   |
| 20 | Stati Uniti (bandiera) | A     | Tamika Williams     | 1980 | 188  | 93   |
| 23 | Stati Uniti (bandiera) | G     | Amber Jacobs        | 1982 | 173  | 67   |
| 24 | Stati Uniti (bandiera) | A     | Amanda Lassiter     | 1979 | 185  | 69   |
| 25 | Russia (bandiera)      | A     | Svetlana Abrosimova | 1980 | 188  | 77   |
| 30 | Stati Uniti (bandiera) | G     | Katie Smith         | 1974 | 180  | 82   |
| 31 | Stati Uniti (bandiera) | C     | Michele Van Gorp    | 1977 | 198  | 85   |
| 45 | Stati Uniti (bandiera) | A     | Gwen Slaughter      | 1980 | 188  | 82   |
| 55 | Stati Uniti (bandiera) | C     | Vanessa Hayden      | 1982 | 193  | 102  |

## Staff tecnico
- Allenatore: Suzie McConnell
- Vice-allenatori: Nancy Darsch, Carolyn Jenkins